# Lista Robinsona
Lista Robinsonów (znana w niektórych krajach pod nazwą Mailing Preference Service, MPS) – lista osób, które nie chcą otrzymywać wiadomości marketingowych – telefonicznie, pocztą elektroniczną, czy za pośrednictwem tradycyjnej poczty lub faxu.

## Listy w Polsce
W 2015 r. Stowarzyszenie Marketingu Bezpośredniego uruchomiło serwis Lista Robinsonów oferujący zastrzeżenie adresu pocztowego, adresu e-mailowego i numerów telefonów, aby wyłączyć je z kontaktów nawiązywanych przez członków stowarzyszenia. Do prowadzenia analogicznych List Robinsona zobowiązane są agencje zajmujące się badaniami CATI (ang. computer assisted telephone interviewing), zrzeszone w Organizacji Firm Badania Opinii i Rynku. W tym przypadku dana agencja na żądanie respondenta wpisuje jego numer telefonu do bazy danych, wyłączając ten numer ze swoich dalszych kontaktów.